# Carlota Ciganda
Carlota Ciganda Machiñena (Pamplona, 1 de junio de 1990) es una golfista española que participa en el Ladies European Tour y el LPGA Tour. En el año 2012, el de su debut en el LET, recibió la Orden del Mérito y fue nombrada Jugadora del Año y Rookie del Año.

## Juventud y carrera universitaria
Nacida en Pamplona (Navarra, España), Ciganda comenzó a practicar el golf a la edad de 5 años, animada por su padre. Es sobrina del jugador y entrenador de fútbol José Ángel Ziganda. Realizó sus estudios universitarios en los Estados Unidos, en la Universidad de Arizona, entre 2008 y 2011, donde se licenció en administración y dirección de empresas. Además Ciganda habla cuatro idiomas.

## Carrera amateur
Carlota Ciganda tuvo una brillante carrera como jugadora aficionada, ganando el torneo British Ladies Amateur en 2007. En 2009 fue subcampeona tras Azahara Muñoz. También ganó el European Ladies Amateur Championship en dos ocasiones, en 2004 y 2008.
Asimismo fue campeona nacional en diferentes categorías juveniles de forma consecutiva desde el año 2000 hasta 2008, con la excepción del año 2005. Fue miembro en 2006 y 2008 del equipo del Trofeo Espirito Santo, y quedó segunda en 2008. También formó parte de los equipos europeos de la Junior Solheim Cup (2005 y 2007) y de la Junior Ryder Cup (2004 y 2006).
Estando en la Universidad de Arizona, fue miembro del equipo universitario de los Sun Devils que compite en el campeonato NCAA. Debutó en 2009, y logró ser la primera jugadora en ganar dos campeonatos consecutivos (2008 y 2009) de la conferencia Pacific-10. En 2011 terminó en tercera posición.
Siendo aún amateur, Ciganda participó en varios torneos profesionales, el primero de ellos el Tenerife Ladies Open de 2005, en el que no pasó el corte. Sin embargo, fue la mejor participante española en varios torneos profesionales, como en el Open de España Femenino de 2007 (octavo puesto), o en el Tenerife Ladies Open de 2008, donde acabó tercera a sólo tres golpes de la ganadora, Rebecca Hudson.

## Carrera profesional
Ciganda pasó a profesional en mayo de 2011. Debutó al mes siguiente en el Tenerife Ladies Match Play -un torneo no oficial del LET- donde terminó en segunda posición tras Becky Brewerton. Compitió en las series de acceso del Ladies European Tour aquella temporada, con una victoria en el Murcia Ladies Open. En el torneo calificatorio para el LPGA de diciembre de 2011 terminó 34.ª, recibiendo la categoría 20 para el LPGA Tour de 2012. En ese mismo mes terminó tercera en el torneo clasificatorio para el LET, lo que le valió el acceso con pleno derecho al Ladies European Tour en 2012.
En su primera temporada completa en el Ladies European Tour, Ciganda ganó la Orden del Mérito, trofeo que reconoce a la jugadora con mayores ganancias en premios. Ese mismo año fue elegida por votación de los miembros de la asociación como Jugadora del Año. Participó en 19 torneos, con dos victorias: el Deloitte Ladies Open y el China Suzhou Taihu Open. También acabó otros diez torneos entre las diez mejores. Sus esfuerzos le valieron el premio de Rookie del Año. Terminó la temporada en segunda posición de la lista European Solheim Cup con unas ganancias totales de €251 289,95.
El 28 de noviembre de 2021 se impone en el Open de España Femenino, habiendo ganado ya todos los trofeos que podía ganar en territorio español desde categoría benjamín a profesional.

## Victorias como amateur
- 2004 (1):  European Ladies Amateur Championship.
- 2006 (1):  Campeonato de España Absoluto.
- 2007 (2):  British Ladies Amateur,  Campeonato de España Absoluto.
- 2008 (2):  European Ladies Amateur Championship,  Campeonato de España Absoluto.

## Victorias como profesional (9)

### LPGA Tour (2)
| N.º | Fecha                   | Torneo                                | Puntuación      | Par | Margen de victoria | Subcampeón                                                                    | Premio del ganador ($) |
| --- | ----------------------- | ------------------------------------- | --------------- | --- | ------------------ | ----------------------------------------------------------------------------- | ---------------------- |
| 1   | 16 de octubre de 2016   | LPGA KEB Hana Bank Championship1      | 69-70-69-70=278 | –10 | Playoff            | Alison Lee                                                                    | 300,000                |
| 2   | 13 de noviembre de 2016 | Citibanamex Lorena Ochoa Invitational | 67-72-68-68=275 | –13 | 2 golpes           | Austin Ernst Jodi Ewart Shadoff Karine Icher Sarah Jane Smith Angela Stanford | 200,000                |

1 Cosancionado con el KLPGA Tour

### Ladies European Tour (6)
| N.º | Fecha                    | Torneo                                  | Puntuación      | Par | Margen de victoria | Subcampeón       | Premio del ganador (€) |
| --- | ------------------------ | --------------------------------------- | --------------- | --- | ------------------ | ---------------- | ---------------------- |
| 1   | 3 de junio de 2012       | Deloitte Ladies Open                    | 71-67-69=207    | –9  | 2 golpes           | Ursula Wikström  | 37,500                 |
| 2   | 28 de octubre de 2012    | China Suzhou Taihu Open                 | 65-70-64=199    | –17 | 7 golpes           | Caroline Masson  | 52,500                 |
| 3   | 2 de junio de 2013       | UniCredit Ladies German Open            | 68-33=101       | –6  | (Playoff)          | Charley Hull     | 52,500                 |
| 4   | 29 de septiembre de 2019 | Estrella Damm Mediterranean Ladies Open | 72-68-65-71=276 | –8  | 1 golpe            | Esther Henseleit | 45,000                 |
| 5   | 28 de noviembre de 2021  | Open de España                          | 70-66-70-67=273 | –15 | 4 golpes           | Maja Stark       | 90,000                 |
| 6   | 10 de julio de 2022      | Estrella Damm Mediterranean Ladies Open | 65-67-68-70=270 | –18 | 2 golpes           | Laura Beveridge  | 45,000                 |

### LET Access Series (1)
- 2011 (1):  Murcia Ladies Open

## Resultados en los grandes de la LPGA
| Torneo                   | 2005 | 2006 | 2007 | 2008 | 2009 | 2010 | 2011 | 2012 | 2013 | 2014 | 2015 | 2016 | 2017 | 2018 | 2019 | 2020 | 2021 | 2022 |
| ------------------------ | ---- | ---- | ---- | ---- | ---- | ---- | ---- | ---- | ---- | ---- | ---- | ---- | ---- | ---- | ---- | ---- | ---- | ---- |
| ANA Inspiration          | NJ   | NJ   | NJ   | NJ   | NJ   | NJ   | NJ   | NJ   | T66  | T61  | T4   | T56  | T60  | CUT  | T4   | T24  | CUT  | CUT  |
| U.S. Women's Open        | NJ   | NJ   | NJ   | NJ   | NJ   | NJ   | NJ   | T39  | T57  | T63  | CUT  | CUT  | T5   | 3    | T22  | CUT  | T49  | T28  |
| Women's PGA Championship | NJ   | NJ   | NJ   | NJ   | NJ   | NJ   | NJ   | NJ   | T37  | T13  | CUT  | CUT  | T20  | T33  | T48  | T3   | CUT  | CUT  |
| Women's British Open     | T52  | NJ   | CUT  | NJ   | CUT  | NJ   | NJ   | T17  | CUT  | T29  | CUT  | T31  | T23  | T7   | 7    | T51  | T34  |      |
| The Evian Championship * |      |      |      |      |      |      |      |      | T52  | CUT  | T38  | T17  | T32  | T33  | 10   | NT   | CUT  | T3   |

* The Evian Championship fue añadido como un grande en 2013.

NJ = no jugó

CUT = no pasó el corte

"T" = empate

En fondo amarillo cuando finalizó entre las 10 primeras.

## Resumen del Tour LPGA
| Año  | Torneos jugados | Cortes pasados | Ganados | 2º puesto | 3er puesto | Top 10 | Mejor clasificación | Dinero ganado (US$) | Puesto ranking ganancias | Media de golpes |
| ---- | --------------- | -------------- | ------- | --------- | ---------- | ------ | ------------------- | ------------------- | ------------------------ | --------------- |
| 2012 | 3               | 3              | 0       | 0         | 0          | 0      | T17                 | 79,679              | 85                       | 73.25           |
| 2013 | 19              | 13             | 0       | 1         | 0          | 2      | 2                   | 355,949             | 40                       | 71.98           |
| 2014 | 23              | 18             | 0       | 1         | 0          | 1      | T2                  | 367,280             | 44                       | 72.17           |
| 2015 | 25              | 19             | 0       | 1         | 0          | 3      | 2                   | 404,849             | 42                       | 71.77           |
| 2016 | 26              | 22             | 2       | 1         | 0          | 7      | 1                   | 1,116,199           | 14                       | 70.56           |
| 2017 | 22              | 20             | 0       | 0         | 1          | 7      | T3                  | 765,008             | 24                       | 70.35           |
| 2018 | 25              | 22             | 0       | 2         | 1          | 9      | 2                   | 1,244,610           | 8                        | 70.09           |
| 2019 | 17              | 16             | 0       | 1         | 1          | 6      | T2                  | 713,118             | 14                       | 69.89           |

- actualizado el 29 de julio de 2019[6]

## Resumen del Ladies European Tour (LET)
| Año  | Torneos LET ganados | Dinero ganado (€) | Puesto ranking ganancias |
| ---- | ------------------- | ----------------- | ------------------------ |
| 2011 | 0                   | 21,192            | n/a                      |
| 2012 | 2                   | 251,290           | 1                        |
| 2013 | 1                   | 173,329           | 5                        |
| 2014 | 0                   | 97,081            | 9                        |
| 2015 | 0                   | 19,489            | n/a                      |
| 2016 | 0                   | 57,266            | n/a                      |
| 2017 | 0                   | 160,798           | 2                        |
| 2018 | 0                   | 153,094           | n/a                      |
| 2019 | 0                   | 79,121            | 6                        |

- actualizado el 29 de julio de 2019[7]

## Apariciones en Equipo
Amateur
- Espirito Santo Trophy (representando a España): 2006, 2008, 2010
- Junior Solheim Cup (representando a Europa): 2005, 2007 (ganadoras)
- Junior Ryder Cup (representando a Europa): 2004 (ganadores), 2006 (empate, retienen la copa)

Profesional
- Solheim Cup (representando a Europa): 2013 (ganadoras), 2015, 2017, 2019 (ganadoras), 2021 (ganadoras), 2023 (ganadoras).
- International Crown (representando a España): 2014 (ganadoras)

### Registro en la Solheim Cup
| Año     | Total Partidos | Total W-L-H | Individuales W-L-H                  | A cuatro W-L-H                                        | Fourballs W-L-H                                                              | Puntos Ganados | Puntos % |
| ------- | -------------- | ----------- | ----------------------------------- | ----------------------------------------------------- | ---------------------------------------------------------------------------- | -------------- | -------- |
| Carrera | 16             | 6-6-4       | 3-0-1                               | 1-2-1                                                 | 2-4-2                                                                        | 8              | 50.0%    |
| 2013    | 3              | 3-0-0       | 1-0-0 derrotó a Morgan Pressel 4&2  | 0-0-0                                                 | 2-0-0 ganó con Suzann Pettersen 1 arriba ganó con Azahara Muñoz 1 arriba     | 3              | 100.0%   |
| 2015    | 4              | 1-1-2       | 0-0-1 medias contra Lexi Thompson   | 1-0-0 ganó con Melissa Reid 4&3                       | 0-1-1 medias con Melissa Reid perdió con Azahara Muñoz 3&2                   | 2              | 50.0%    |
| 2017    | 4              | 1-3-0       | 1-0-0 ganó a Brittany Lincicome 4&3 | 0-1-0 perdió con Caroline Masson 1 abajo              | 0-2-0 perdió con Emily Kristine Pedersen 6&5 perdió con Melissa Reid 2 abajo | 1              | 25.0%    |
| 2019    | 5              | 1-2-2       | 1-0-0 ganó a Danielle Kang 1 arriba | 0-1-1 medias con Bronte Law perdió con Bronte Law 6&5 | 0-1-1 medias con Bronte Law perdió con Azahara Muñoz 2&1                     | 2              | 40.0%    |

## Premios
En 2017 fue galardonada con los Premios Navarra Televisión en la categoría de Valores Deportivos.